# Química, el juego del amor
Química, el juego del amor es una serie emitida por Canal 13 durante 2008 y 2009. Su estreno fue el viernes 26 de diciembre de 2008, a las 22:00. Sus protagonistas son Augusto Schuster (Felipe en Amango) y Gabriela Ernst (Paloma en Amango). La serie se basa en la esencia de High School Musical, pero se desarrolla de manera diferente.
Es la sucesora de Amango.

## Trama
Nicolás Darwin Vargas (Augusto Schuster) es un adolescente de 15 años, ya salió de la escuela y de la universidad, es un verdadero perno.
Todo empieza cuando Nico, va al dentista y conoce a Linda Ventura (Gabriela Ernst), una muchacha popular, capitana de las porristas en una escuela de alto rendimiento. Él queda profundamente enamorado de ella, pero sabe que Linda nunca se fijaría en un perdedor como es él.
Es así, como Nico se matricula en la misma escuela de Linda, y hace un plan: Convertirse en el jugador estrella del equipo de basquetball del colegio.
Para eso necesitará la ayuda de su amigo Gregorio "El Lata" Latapiaf (Juan Pablo Sáez) un científico loco amigo de Nicolás, quien inventa unas zapatillas únicas para que pueda saltar y jugar de forma excelente en el equipo.
Es así como Nico, inventa a Nicolás Cooper, su especie de lado B que conquistará a Linda, pero para ello, deberá pasar por duros retos, situaciones un tanto complicadas, y tratar de dar lo mejor de sí en la cancha.

## Personajes
- Nicolás Darwin Vargas: es un adolescente de 15 años muy enamoradizo y nerd, superdotado ya que ya se graduó del colegio y de la universidad. Se enamora de Linda Ventura y decide entrar en la misma escuela de Linda, creando un "alter ego" completamente diferente a él.
- Nicolás Cooper: es el alter ego de Nicolás Darwin para conquistar a Linda. Es un excelente jugador de basquetbol gracias a sus zapatillas y muñequeras. Nunca va a las clases de ciencias, por miedo a que su padre (el profesor) lo descubra. Es tan bueno como un jugador de la NBA.
- Linda Ventura: es la más linda y popular del colegio, también es la líder de las porristas o "cheerleaders" como se llaman en la escuela. Aun así, a pesar de su popularidad, es bastante amable y dulce, y tiene enamorados a bastantes chicos de la escuela.
- Gregorio "El Lata" Latapiaf: es el amigo y compañero de laboratorio de Nicolás Darwin. Es el único que sabe la verdad sobre Nico Cooper. Él inventó las zapatillas para saltar alto y las nano muñequeras. Se hace pasar por el tutor de Nico Cooper para poder matricularse en John Little School, y por Nicolás Vargas en la fiesta de Linda. Para que aceptaran a Nicolás en la escuela inventa una historia muy similar a Batman.
- Rita: la mejor amiga de Linda. Ella está enamorada de Nico Cooper, aunque antes estaba enamorada de Mirko.
- Mirko: el más popular de la escuela (claro, hasta que aparece Nicolás Cooper). Es capitán del equipo de basquetbol e hijo del entrenador. Siempre ha estado enamorado de Linda.
- Cocó: distraída, soñadora, vive en un mundo de fantasías. Es amiga de Rita y Linda. Muchas veces en la serie aparece haciendo tests de revistas a sus compañeros.
- Silvia Cruz: le encanta el colegio, es una nerd. Mantiene una afición con Harry Potter, y cuando insultan a este o pierde los estribos se vuelve peligrosa.
- Mazza: un jugador de basquetbol, 2 veces en la serie ha sido golpeado por Silvia. Es un "barsa" como dicen muchos.

## Curiosidades
- El primer nombre pensado para la serie era El Juego y su estreno estaba previsto para verano del 2009 (se adelantó al 26 de diciembre de 2008).[2]

- Por primera vez, Augusto Schuster y Gabriela Ernst son pareja en una serie, algo sorpresivo porque en Amango, sus personajes no tenían mucha relación y pocas veces compartieron escenas juntos.

- En el tercer capítulo de la serie, Nicolás Darwin tiene una pesadilla, donde todos le gritan "tramposo" hasta el Guru Guru.

- La serie ha tenido bastantes cambios de horario, se estrenó el 26 de diciembre de 2008 a las 22:00, su horario habitual iba a ser a las 20:00 pero con la transmisión de la serie "Los Simpsons", era transmitida a las 20:30 luego el horario fue a las 18:00, pero hubo problemas de transmisión para que así se transmitiera a las 19:30 también a las 16:15. Los últimos capítulos se transmitieron a las 09:00

- D-Niss apareció en la serie como extra.

- Se le ofreció a Adriana Vacarezza para ser madre de Augusto Schuster en la serie pero la actriz rechazó la oferta por tener contrato con Chilevisión (CHV).

## Capítulos
La serie tiene 23 capítulos de 20-30 minutos y un piloto de aprox. 1 hora (es muy corta).